# Orestes Mora
Orestes Mora (* 1962) ist ein ehemaliger kubanischer Radrennfahrer und nationaler Meister im Radsport.

## Sportliche Laufbahn
Mora gewann 1983 die Kubanische Meisterschaft im Straßenrennen der Männer. In der Kuba-Rundfahrt war er auf einem Tagesabschnitt siegreich. Bei den Zentralamerika- und Karibikspielen 1982 gewann er gemeinsam mit Eduardo Alonso, Alfonso Roberto Rodriguez und José Hernández Arancibia die Goldmedaille im Mannschaftszeitfahren. 
In der Internationalen Friedensfahrt startete er dreimal. 1981 wurde er 56., 1982 71. und 1983 42. der Gesamtwertung.